# Depois da Guerra
Depois da Guerra é o oitavo álbum de estúdio da banda brasileira de rock Oficina G3, lançado em dezembro de 2008 pela gravadora MK Music. O disco foi o primeiro lançado pelo conjunto após a entrada de Mauro Henrique como vocalista do grupo.
O disco marcou um novo momento na carreira do Oficina G3, que já possuía várias premiações no Troféu Talento e duas indicações ao Latin Grammy Awards. A gravação do álbum em DVD foi realizada no dia 25 de junho de 2009 numa usina na cidade de Santa Bárbara d'Oeste, nos estado de São Paulo.
Depois da Guerra vendeu mais de quarenta mil cópias no Brasil, ganhando um certificado de ouro da ABPD, tendo suas três primeiras tiragens vendidas em pouco tempo. Além do sucesso com o público, o disco recebeu críticas favoráveis. Em 2009, a obra foi vencedora na categoria Melhor álbum cristão em língua portuguesa no Grammy Latino.

## Antecedentes
Após o ingresso de Alexandre Aposan e Celso Machado como músicos contratados da banda, o Oficina G3 optou por um registro de músicas mais leves que mesclava inéditas e regravações chamado Elektracustika, que tinha por objetivo comemorar 20 anos de carreira do grupo. Na época, a banda fez uma pequena turnê nos Estados Unidos, e anunciou, por ocasião do aniversário de vinte anos de carreira, o lançamento de um DVD comemorativo, porém poucos detalhes foram dados a respeito.

## Composição

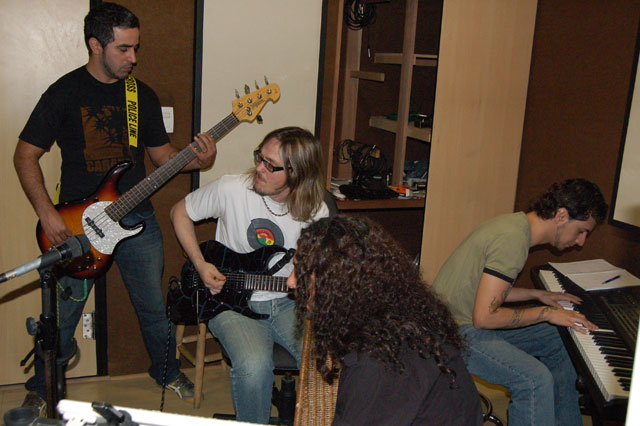
Duca Tambasco, Juninho Afram e Jean Carllos com Marcello Pompeu durante as sessões de Depois da Guerra, em 2008.

Juninho Afram disse, anos mais tarde, que a primeira influência que motivou a banda a fazer Depois da Guerra foi um conflito virtual entre dois pastores famosos, que estavam trocando ofensas pela internet. A situação, que foi considerada desagradável pelo guitarrista, o motivou a ter as primeiras ideias para a faixa-título do projeto. Ao mesmo tempo, Afram chegou a dizer que o álbum foi desenvolvido a partir da sua vontade, de Duca e Jean, em fazer um álbum de metal. O Oficina G3 já tinha explorado algumas vertentes do metal em alguns álbuns, como o heavy metal em Indiferença (1996), o new metal em Humanos (2002) e o metal progressivo no mais recente Além do que os Olhos Podem Ver (2005). Mas a banda tinha pretensões de expandir o que fora desenvolvido no álbum antecessor.
Depois da Guerra foi o álbum com menos repertório autoral de toda a carreira do Oficina G3. A banda escolheu duas músicas de Celso Machado, "Obediência" e "Better" e também gravou "Meus Próprios Meios", composição do guitarrista Déio Tambasco. Sobre o material de Celso, Duca disse: "O Celsinho tem uma visão de composição de letra e musical muito diferente, e ele foi dando a vestimenta que ele queria pra música, somando com as nossas idéias, e ficou muito legal". A banda também fez uma roupagem rock de "Continuar", da autoria de Gabriel Louback e Renato Pimenta, que originalmente tinha influências da MPB.
Sobre os temas do álbum, Juninho Afram disse ao Guia-me:

Esse trabalho poderia até ser chamado de temático. Ele fala sobre os vários tipos de guerras: externas e internas - que acontecem dentro da nossa mente e do nosso coração. Mas, inicialmente isso não foi proposital, ele não foi escrito dessa maneira, com o propósito de ser um trabalho temático. No entanto, no desenrolar, na produção esse trabalho, isso foi tomando forma. Então, pode-se dizer que o grande foco realmente é esse. Mas esse trabalho também retrata - e é um ponto muito forte, que a gente bate muito nisso - a guerra que acontece entre o povo de Deus. Nós somos o exército mais dividido da Terra. O exército que mata os seus feridos. Então realmente, isso precisa mudar, isso precisa ser alertado, falado para quem quiser ouvir.

## Produção

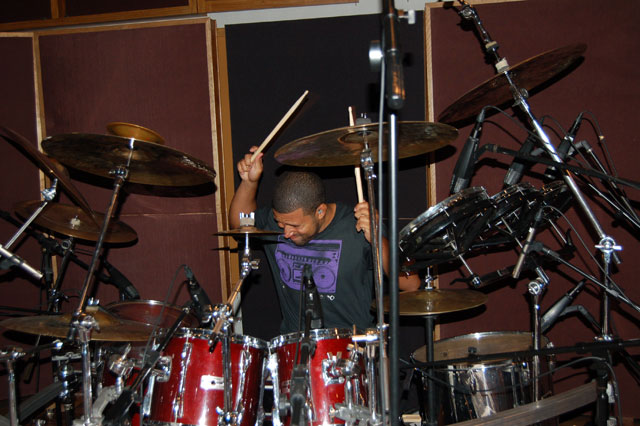
Alexandre Aposan, durante as gravações de bateria do álbum.

Pela primeira vez em 10 anos, a banda decidiu mudar o produtor, encerrando uma parceria com Geraldo Penna que se dava desde Acústico (1998). Para isso, o Oficina G3 decidiu trabalhar com o cantor Marcello Pompeu e o guitarrista Heros Trench, integrantes da banda de metal Korzus. Eles conheceram os produtores por meio da banda Threat, da qual o baixista Duca Tambasco chegou a ter parcerias. A principal incerteza dos integrantes estava com o baterista Alexandre Aposan, que vivia sua primeira experiência no rock com o Oficina G3. Afram, então, disse para Aposan ensaiar para conseguir gravar Depois da Guerra. Anos mais tarde, Aposan relembrou que, até àquela época, não tinha prática com pedal duplo.
Marcello disse que conhecia o Oficina G3 e outras bandas do cenário do rock cristão, como Katsbarnea e Fruto Sagrado, apenas de nome. O conjunto queria um trabalho completo, que incluía a pré-produção. O primeiro encontro da banda com Pompeu ocorreu no estúdio NaCena, onde a obra foi gravada. Inicialmente, ocorreram atritos entre o produtor e Aposan, que não montou seu kit completo. Outra história frequentemente repetida por Pompeu e Aposan é que o produtor pediu para que o baterista fizesse um arranjo no estilo de "No More Tears", de Ozzy Osbourne. O fato de Alexandre não conhecer a música revoltou Pompeu. Apesar disso, o cantor disse mais tarde que o baterista foi se desenvolvendo ao longo da gravação e executava todas as ideias que lhe eram sugeridas.
O álbum foi gravado aos poucos. No primeiro ensaio, o produtor pediu a Juninho que apresentasse canções inéditas e o guitarrista tocou apenas o riff inicial de "Eu Sou". Os ensaios ocorriam das terças às quintas, de tarde até à noite. Duca Tambasco e Jean Carllos eram os maiores incentivadores para que Juninho seguisse como o vocalista da banda. Os tons estavam sendo desenvolvidos para a linha vocal de Afram, mas o guitarrista desejava trazer um vocalista que tivesse mais drive na voz. A banda acabou cogitando trazer Mauro Henrique, que na época fazia parte do grupo FullRange, para fazer um teste e participar de alguns shows.
Quando Mauro ingressou no Oficina G3, Depois da Guerra estava em estágio avançado. O novo vocalista ainda chegou a contribuir em "Muros" e a balada "A Ele". De sua fase na FullRange, veio "Incondicional", parceria de Henrique com Josué Alves e Marcelo Elias que se chamava "I Tried To Change". Nesta época, o baixista Duca Tambasco fez elogios a Mauro e que, mesmo com sua participação menor no projeto, o vocalista teria dado sugestões e ideias que contribuíram com o projeto. Um desses casos foi a execução de baixo em "Muros", em que Mauro sugeriu a Duca aumentar o peso na execução do instrumento conforme bandas como Mudvayne.
Anos depois, Marcello Pompeu disse em entrevista dada ao guitarrista Rafael Bittencourt que recebeu críticas e ofensas de fãs do Oficina G3 na rede social Orkut quando seu nome foi anunciado como produtor do álbum, e que o histórico das músicas do Korzus foi discutido negativamente entre tal público do G3. No entanto, após o lançamento do projeto, as críticas desapareceram.
Sobre a experiência de gravar Depois da Guerra com produtores do metal, Duca disse:

Gravamos com os caras do Korzus, Marcelo Pompeu e Heros Trench. A gente já queria uma sonoridade mais pesada, porque tínhamos feito o Elektracustika como um CD de 10 anos depois do primeiro Acústico, então queríamos algo diferente e fizemos ele. Mas ok, passou. Agora era hora de dar continuidade ao que a gente quer que é o rock n roll, um som mais metal, mais rock. Tudo coincidiu pra acontecer da forma que a gente queria. E aí calhou de ter encontrado a produção do Heros e do Pompeu [...] Se a gente tinha uma linguagem em 180 graus eles expandiram em 360, pra todos os lados que se possa imaginar: em rock, peso, linguagem, ritmos. E foi muito legal trabalhar com eles. O profissionalismo dos caras tem sido muito bacana.

## Lançamento e recepção
| Críticas profissionais | Críticas profissionais |
| Avaliações da crítica  | Avaliações da crítica  |
| Fonte                  | Avaliação              |
| ---------------------- | ---------------------- |
| Super Gospel           | [ 14 ]                 |
| O Propagador           | [ 15 ]                 |

Depois da Guerra saiu em 2008 pela gravadora brasileira MK Music e, assim como os títulos anteriores da banda, foi um sucesso comercial, vendendo cerca de 50 mil cópias e recebendo um disco de ouro da Pro-Música Brasil em 2009.
A crítica especializada foi, em geral, favorável. O guia discográfico do O Propagador atribuiu uma cotação de 4 estrelas de 5 para o álbum, afirmando que "foi uma missão arriscada trazer um novo vocalista. Mas Mauro Henrique incorporou bem as canções, dando-lhes boas interpretações". Roberto Azevedo, para o Super Gospel, fez uma crítica menos entusiasmada, afirmando que o tecladista Jean Carllos não teve tanto destaque nos arranjos das músicas. Também pontuou negativamente a "quantidade insistente de solos que parece que precisam estar presentes no meio de cada música que o Oficina escreve! Todos somos unânimes quanto ao talento do Juninho, mas nem por isso precisamos ser re-convencidos disso a cada faixa de cada trabalho deles que ouvimos".

## Legado

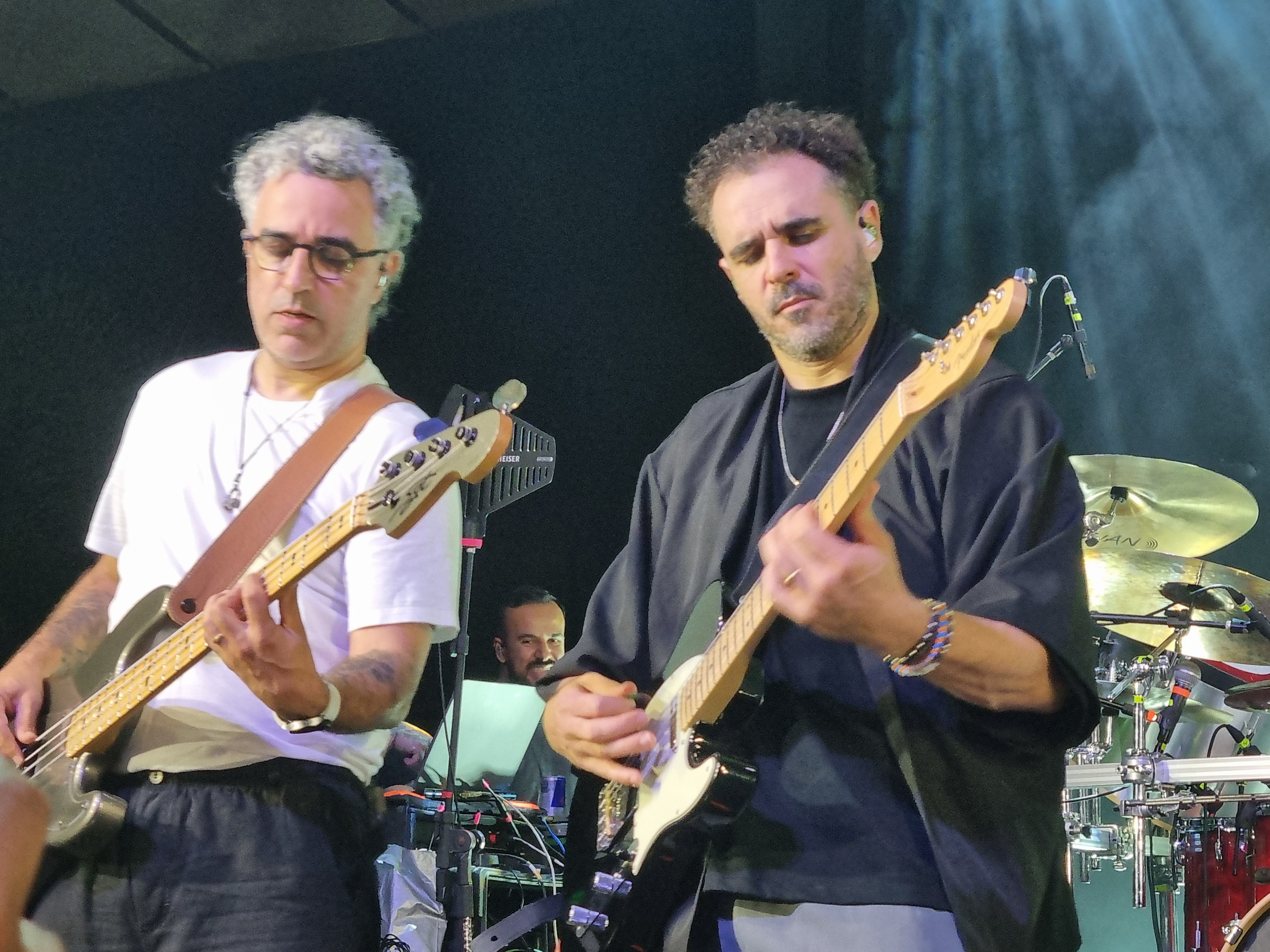
Duca Tambasco e Celso Machado na DDG Reloaded Tour, Goiânia, 2024.

Com o passar dos anos, Depois da Guerra se tornou um dos títulos mais discutidos da discografia do Oficina G3, sobretudo pelo apelo do projeto em parte do público, que considera-o um dos melhores (senão o melhor) da banda. Essa opinião não foi consensual entre os integrantes. O vocalista Mauro Henrique, por exemplo, chegou a afirmar que sua performance no álbum como estreia no Oficina G3 fez com que fosse lido como um cantor de metal, o que segundo ele não representa sua identidade musical. Na mesma ocasião, afirmou que seu ponto alto de contribuição na banda foi o título sucessor, Histórias e Bicicletas (2013). O baixista Duca Tambasco, por sua vez, reconheceu que o trabalho representou um momento relevante na história da banda na aquisição de novos fãs, assim como Indiferença (1996), por exemplo.
As canções do projeto foram tocadas regularmente em turnês da banda nos anos subsequentes. Depois da saída de Mauro Henrique do Oficina G3 em 2020 e com as turnês comemorativas de álbuns antigos, o repertório do álbum parou de ser executado. Mas, depois de vários pedidos do público por um roteiro de shows dedicados ao projeto, a banda anunciou uma turnê comemorativa em 2024 que visava reunir as canções da fase Mauro Henrique, com as participações do ex-vocalista e de Alexandre Aposan e Celso Machado. Mas, na véspera da divulgação, Mauro divulgou nas redes sociais que declinou de fazer os shows. Nos dias seguintes, os membros do grupo convidaram PG, que tinha sido vocalista entre 1997 a 2003 e intérprete em todos os shows nas reuniões desde 2020, para assumir os vocais da turnê, o que foi aceito pelo intérprete. PG admitiu publicamente que não tinha conhecimento aprofundado sobre o repertório de Depois da Guerra e divulgou seus ensaios nas redes sociais. Para os shows, a banda manteve as músicas nos tons originais. O empresário da banda, Jeferson Rocha, afirmou que os shows de Depois da Guerra na voz de PG fariam, a longo prazo, fazer o público se esquecer que o cantor um dia saiu da banda, já que PG se tornou o único vocalista da história do Oficina G3 a cobrir repertório de todas as fases do grupo.

## Faixas
A seguir está a lista de faixas de Depois da Guerra:
| N.º            | Título                      | Compositor(es)                                                       | Vocais                                       | Duração |  |
| 1.             | "D.A.G."                    | Juninho Afram, Jean Carllos, Duca Tambasco e Mauro Henrique          | Instrumental                                 | 1:07    |  |
| 2.             | "Meus Próprios Meios"       | Déio Tambasco                                                        | Mauro Henrique, Juninho Afram e Jean Carllos | 4:55    |  |
| 3.             | "Eu Sou"                    | Juninho Afram, Jean Carllos e Duca Tambasco                          | Mauro Henrique e Juninho Afram               | 5:55    |  |
| 4.             | "Meus Passos"               | Juninho Afram, Jean Carllos e Duca Tambasco                          | Mauro Henrique e Jean Carllos                | 5:06    |  |
| 5.             | "Continuar"                 | Gabriel Louback e Renato Pimenta                                     | Mauro Henrique e Juninho Afram               | 4:30    |  |
| 6.             | "De Joelhos"                | Juninho Afram, Jean Carllos e Duca Tambasco                          | Mauro Henrique                               | 5:22    |  |
| 7.             | "Tua Mão"                   | Christiano Sheslen e Carlos Eduardo                                  | Mauro Henrique                               | 4:29    |  |
| 8.             | "Muros"                     | Juninho Afram, Jean Carllos e Duca Tambasco e Mauro Henrique         | Mauro Henrique e Jean Carllos                | 5:01    |  |
| 9.             | "Depois da Guerra" (D.D.G.) | Juninho Afram, Jean Carllos e Duca Tambasco                          | Juninho Afram e Mauro Henrique               | 4:57    |  |
| 10.            | "A Ele"                     | Juninho Afram, Jean Carllos e Duca Tambasco e Mauro Henrique         | Juninho Afram e Mauro Henrique               | 4:42    |  |
| 11.            | "Incondicional"             | Marcelo Elias, Mauro Henrique e Josué Alves                          | Mauro Henrique                               | 4:18    |  |
| 12.            | "Obediência"                | Celso Machado                                                        | Mauro Henrique                               | 5:07    |  |
| 13.            | "Better"                    | Celso Machado                                                        | Mauro Henrique e Jean Carllos                | 6:24    |  |
| 14.            | "People Get Ready"          | Curtis Mayfield                                                      | Mauro Henrique                               | 4:03    |  |
| 15.            | "Unconditional"             | Marcelo Elias, Mauro Henrique e Josué Alves / Versão: Vitor Pinheiro | Mauro Henrique                               | 4:15    |  |
| Duração total: | Duração total:              | Duração total:                                                       | Duração total:                               | 69:40   |  |

## Ficha técnica
A seguir estão listados os músicos e técnicos envolvidos na produção de Depois da Guerra:
Banda
- Juninho Afram — guitarra e vocal
- Duca Tambasco — baixo e vocal
- Jean Carllos — teclado e vocal
- Mauro Henrique — vocal

Músicos convidados
- Celso Machado — guitarra em "People Get Ready", violão em "Tua Mão", "A Ele" e "Incondicional[22]
- Alexandre Aposan — bateria

Produção
- Heros Trench — mixagem, produção e pós produção
- Marcello Pompeu — mixagem, produção e pós produção
- José Carlos Leme — engenheiro de áudio
- Rafael Lopes — assistente de gravação
- Vitor Paranhos — assistente de gravação
- André Vilela — assistente de gravação

## Prêmios
- Vencedor do Grammy Latino Como Melhor Álbum de Música Cristã em Língua Portuguesa (2009)
- Vencedor do Troféu Talento Como Melhor Álbum de Rock (2009)